# 무코노구

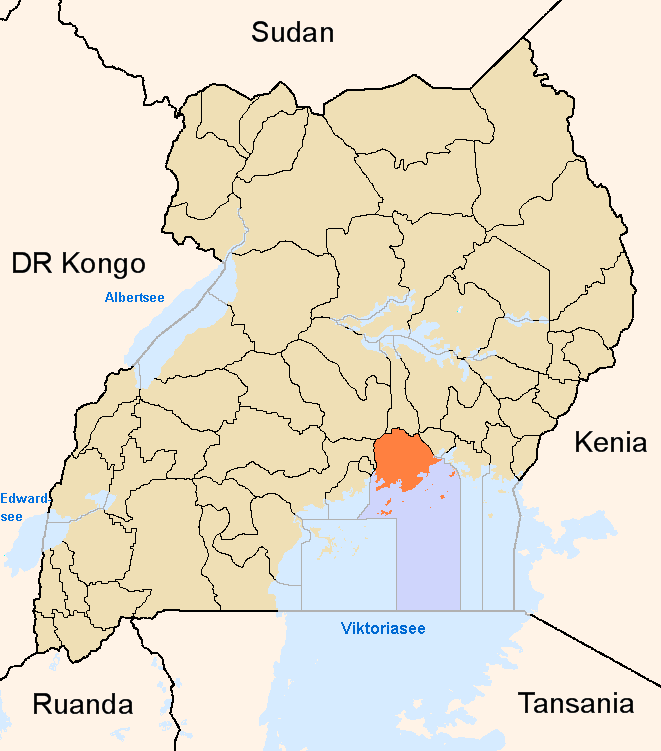
무코노 구의 위치

무코노구(Mukono)는 우간다 남부에 위치한 구로, 행정 중심지는 무코노이며 면적은 11,764km2, 인구는 310,338명(2002년 인구 조사 기준)이다. 북동쪽으로는 백나일강, 남쪽으로는 빅토리아호와 맞닿아 있다.
행정 구역상으로는 중부 주에 속하며 4개 군(부부마 제도, 부이퀘 군, 무코노 군, 나키푸마 군)을 관할한다. 서쪽으로는 캄팔라 구와 와키소 구, 북서쪽으로는 루웨로 구, 남서쪽으로는 칼랑갈라 구, 동쪽으로는 진자 구와 접한다.

## 같이 보기
- 우간다의 행정 구역